# Tito Priférnio Gêmino
Tito Priférnio Gêmino (em latim: Titus Prifernius Geminus) foi um senador romano nomeado cônsul sufecto em algum momento no primeiro semestre de 123 com Públio Metílio Segundo. Seu nome completo era Tito Priférnio Peto Rosiano Gêmino (em latim: Titus Prifernius Paetus Rosianus Geminus). Ele é mais conhecido por ter sido amigo e correspondente de Plínio, o Jovem, que o chama apenas de Gêmino, e serviu como questor durante seu consulado em 100; cinco cartas de Plínio a Gêmino sobreviveram A

## Nome e origem
Segundo uma inscrição encontrada em Patrae, o prenome do pai de Gêmino era Sexto. Mas como não há registros de um Sexto Priférnio, o historiador Olli Salomies considera "quase certo" que o nome de nascimento de Gêmino era Rósio Gêmino e que ele foi adotado em testamento por um Tito Priférnio Peto. Este, por sua vez, foi identificado como sendo ou Tito Priférnio Peto, cônsul em 96, ou equestre Tito Priférnio Peto Mêmio Apolinário.

## Carreira
Um diploma militar datado de 16 de junho de 123 atesta que Gêmino foi cônsul sufecto naquele ano. Antes da publicação deste diploma, já se sabia que Gêmino havia sido procônsul da África entre 140 e 141 e, por causa disto, acreditava-se até então que seu consulado teria ocorrido antes de 127, uma vez que todos os cônsules de 127 e 128 são conhecidos.
Outros cargos de sua carreira política são conhecidos. Gêmino foi governador propretoriano da província senatorial da Acaia entre 122 e 123. Uma inscrição encontrada em Cirta atesta que seu genro, Públio Patumeio Clemente, foi seu legado durante seu mandato na Acaia e novamente muito mais tarde, quando Gêmino foi procônsul da África. Depois da Acaia, Gêmino foi nomeado legado imperial da Capadócia. Seu nome também aparece em várias inscrições listando os patronos da cidade de Óstia, juntamente com seu filho, Tito Priférnio Peto Rosiano Gêmino, o cônsul sufecto em 146.

## Amizade com Plínio
Emboras as cartas trocadas com Plínio atestem uma amizade genuína entre os dois (uma delas menciona uma enfermidade de Gêmino), a primeira só aparece apenas nos últimos livros da coleção de livros de Plínio. O historiador Ronald Syme explica que isso pode ter ocorrido pelo fato de Gêmino, como Quinto Corélio Rufo e Caléstrio Tirão, estar vivendo em Roma na mesma época que ele.